# C/2007 E2 (Лавджоя)
Комета C/2007 E2 (Лавджоя) — непериодическая комета, которая была открыта 15 марта 2007 года астрономом Терри Лавджоем из Австралии. Перигелий пришёлся на 27 марта 2007 года, наблюдался 25 марта в Геркулесе на расстоянии 0,44 а.е. Была обнаружена с помощью фотокамеры Canon 350D.

## Галерея

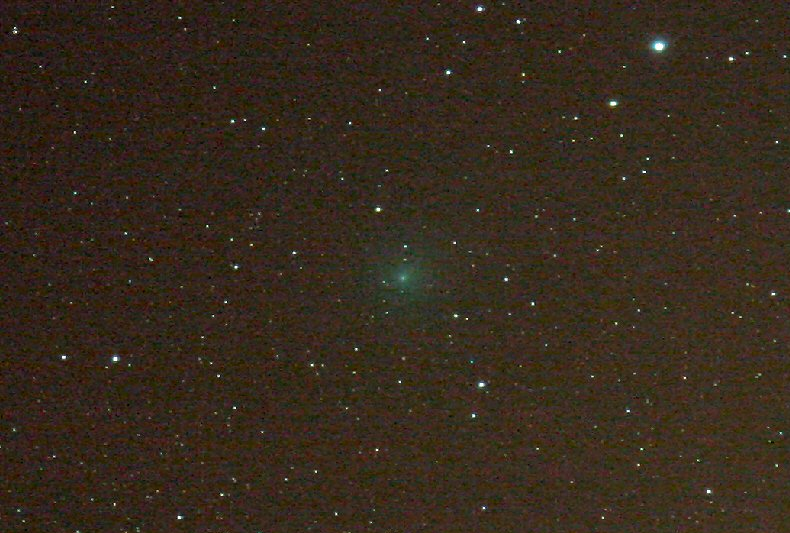
Наблюдение кометы 21 апреля 2007 года, Маунт Лагуна (Калифорния
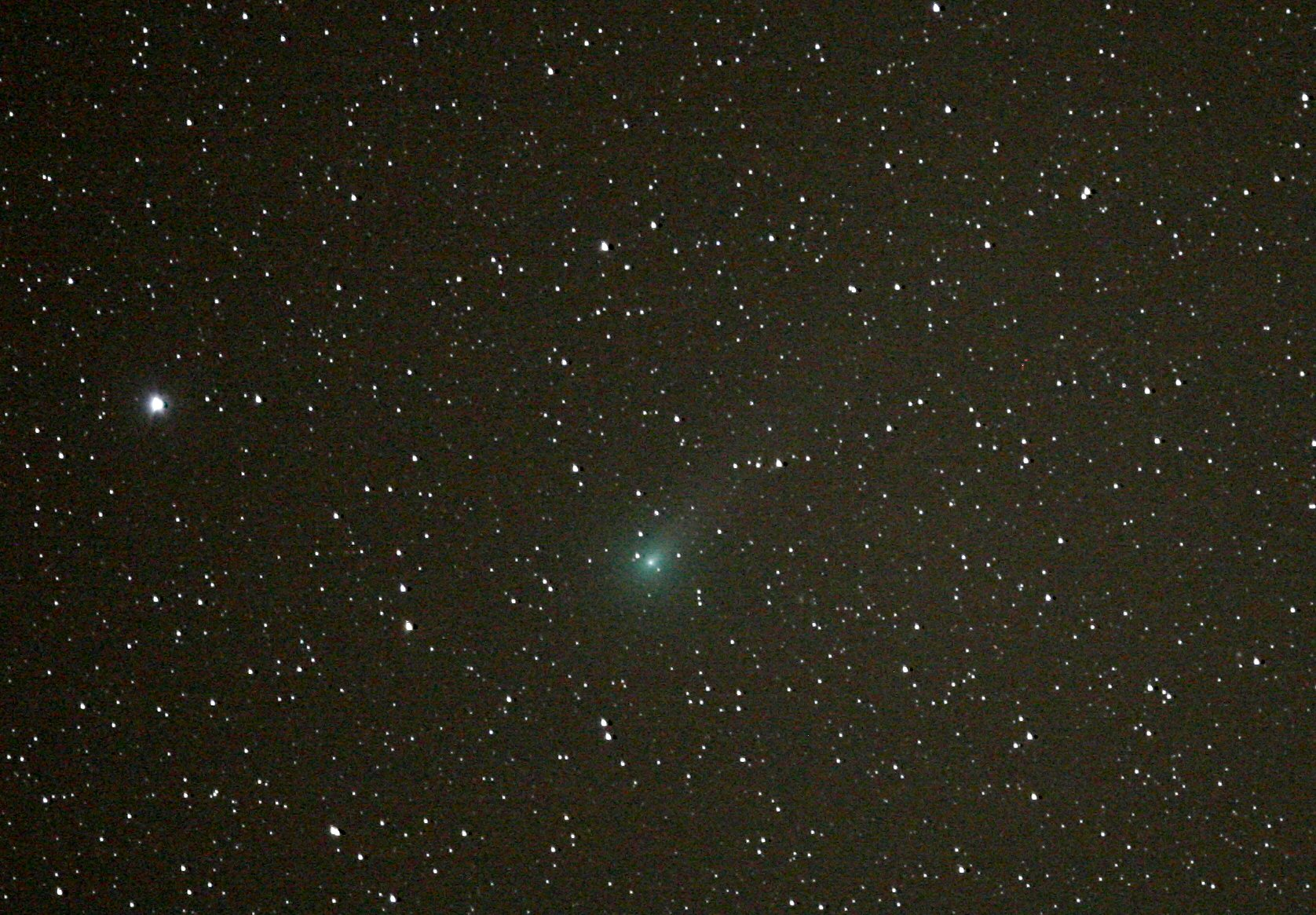
Наблюдение 9 мая 2007 года, Маунт Лагуна (Калифорния). Звезда — Мю Дракона